# Abarema
Abarema és un gènere de grans arbres neotropicals dins la família de les fabàcies. La seva distribució és des de Mèxic (Abarema idiopoda) a Bolívia. La majoria de les espècies es troben a la conca de l'Amazones i els altiplans de la Guaiana. Tenen fulles bipinnades compostes que semblen les de les falgueres.

## Taxonomia
Segons la revisió de 1996 inclou 45 espècies. Anteriorment tot el gènere s'incloïa dins Pithecellobium.
- Abarema abbottii
- Abarema acreana (ubicat provisionalment aquí)
- Abarema adenophora
- Abarema agropecuaria
- Abarema alexandri
  - Abarema alexandri var. alexandri (procedent de Jamaica)
  - Abarema alexandri var. trogana (procedent de Jamaica)
- Abarema aspleniifolia
- Abarema auriculata
- Abarema barbouriana
  - Abarema barbouriana var. barbouriana
- Abarema brachystachya
- Abarema callejasii
- Abarema campestris
- Abarema centiflora
- Abarema cochleata
  - Abarema cochleata var. moniliformis
- Abarema cochliocarpos
- Abarema commutata
- Abarema curvicarpa
  - Abarema curvicarpa var. rodriguesii
- Abarema ferruginea
- Abarema filamentosa
- Abarema floribunda
- Abarema gallorum
- Abarema ganymedea
- Abarema glauca
- Abarema idiopoda
- Abarema josephi
- Abarema jupunba
  - Abarema jupunba var. jupunba
  - Abarema jupunba var. trapezifolia
- Abarema killipii
- Abarema langsdorfii
- Abarema lehmannii
- Abarema leucophylla
  - Abarema leucophylla var. vaupesensis
- Abarema levelii
- Abarema longipedunculata
- Abarema macradenia
- Abarema microcalyx
- Abarema mataybifolia
- Abarema nipensis
- Abarema obovalis
- Abarema obovata
- Abarema oppositifolia
- Abarema oxyphyllidia
- Abarema piresii
- Abarema racemiflora
- Abarema ricoae
- Abarema turbinata
- Abarema villifera
- Abarema zollerana

Anteriorment aquest gènere incloia aquestes espècies:
- Archidendron bigeminum (com Abarema abeywickramae, A. bigemina, A. monadelpha)
- Archidendron grandiflorum (com Abarema grandiflora)
- Archidendron hendersonii (com Abarema hendersonii)